# Trường phái ấn tượng
Ấn tượng (tiếng Pháp: Impressionnisme; tiếng Anh: Impressionism) là một trào lưu nghệ thuật bắt đầu tại Paris (Pháp) vào cuối thế kỷ 19.
Trường phái ấn tượng đánh dấu một bước tiến quan trọng của hội họa. Cái tên "ấn tượng" do các nhà phê bình gọi theo một bức tranh nổi tiếng của Claude Monet: Impression, soleil levant (Ấn tượng mặt trời mọc).

## Định nghĩa
Khoảng năm 1862, có những họa sĩ trẻ cho rằng nghệ thuật đã xơ cứng do các quy tắc quá cứng nhắc được giảng dạy ở trường Mỹ thuật và họ kết hợp với nhau ở Paris quanh Claude Monet. Trên con đường được Eugène Boudin và Johan Barthold Jongkind vạch ra trong những năm 1850-60, họ vẽ tranh ngoài trời, theo mẫu sống, và tìm cách thu tóm những biểu hiện thoáng qua của bầu khí quyển. Bằng cách tránh xưởng vẽ và những giá trị giả tạo của nó, họ thu nhận những cảm giác thị giác từ phong cảnh, vẽ ánh sáng và những tác động của nó.
Các họa sĩ được đào tạo trong các xưởng vẽ tư nhân và tự do (xưởng vẽ Gleyre, trường Mỹ thuật Thụy Sĩ) và trao đổi ý tưởng ở quán cà phê Guerbois. Mỹ học ấn tượng, do William Turner bố cáo, tiếp nhận ảnh hưởng của Gustave Courbet và trường phái hiện thực. Các "môn đồ" tôn sùng Delacroix là người thử nghiệm trước họ sự phân chia sắc độ, các màu bổ túc và các tương phản màu sắc.
Họ cũng thăm dò những nguồn cảm hứng mới, tranh thủ ấn họa Nhật Bản và nhiếp ảnh mới được phát minh năm 1839.
Bị các Phòng trưng bày từ chối và bị coi là những kẻ "bôi bác", các nghệ sĩ sống trong cảnh khốn cùng nên tìm cách làm cho người ta biết đến mình bằng những cuộc triển lãm riêng. Sự biểu lộ đầu tiên diễn ra ở Paris vào năm 1874 trong xưởng làm việc của nhà nhiếp ảnh Félix Nadar, đường Capucines. Dịp này nhà báo Louis Leroy của tờ Charivari đã khai sinh từ "chủ nghĩa ấn tượng" bằng cách mỉa mai nhan đề bức tranh nổi tiếng "Ấn tượng, mặt trời mọc" của Claude Monet. Bảy cuộc triển lãm khác nối tiếp nhau cho tới năm 1886. Từ thời điểm này nhóm bắt đầu chia nhỏ rồi tan rã.
Từ những năm 1880-1890, phong trào liên lạc với các nghệ sĩ nước ngoài, nhưng chủ yếu là mở đường cho những phản ứng mỹ học phóng khoáng.
Bất chấp sự thù nghịch của nhiều người, Émile Zola và nhà buôn tranh Paul Durand-Ruel ủng hộ hội họa ấn tượng nay đã chuyển qua một thế giới êm ả trong đó không xuất hiện các khó khăn xã hội, chính trị và kinh tế của thời đại. Nhà báo và phê bình nghệ thuật Thédore Duret mua tranh và xuất bản quyển Lịch sử Ấn tượng vào năm 1904.

## Hình thành
Trường phái ấn tượng hình thành từ Paris hiện đại.
Đó là chất xúc tác, là nơi xuất phát và là chủ đề của trường phái ấn tượng. Trong thập niên 1850, Paris vẫn còn là một thành phố thời Trung cổ với những con đường quanh co, nhỏ hẹp, thiếu vệ sinh và thiếu cả ánh sáng. Vào khoảng thập niên 1870, thời hoàng kim của trường phái ấn tượng, thành phố cũ già nua này đã bị phá bỏ thành bình địa để từ đó xây dựng lại một thủ đô với những đại lộ dài, với hàng dãy tiệm cà phê, nhà hàng, và nhà hát.

## Đặc điểm
Những bức tranh thuộc trường phái ấn tượng được vẽ bằng những nét cọ mảnh, nhỏ, song vẫn có thể nhìn thấy rõ, bố cục thoáng, kèm theo sự pha trộn không hạn chế giữa các màu với nhau và nhấn mạnh độ miêu tả chính xác về sự thay đổi chất lượng của ánh sáng trong tranh (thường để làm nổi bật rõ ảnh hưởng của dòng thời gian),vật mẫu đời thường, và góc nhìn khác lạ.
Hai ý tưởng đáng chú ý trong trường phái này là: bức tranh được vẽ rất nhanh với mục đích là ghi lại một cách chính xác tổng quan của khung cảnh. Tiếp theo sau là thể hiện một cái nhìn mới,nhanh và không định kiến; khác với trường phái hiện thực,tự nhiên.

## Các họa sĩ tiêu biểu
- Mary Cassatt
- Paul Cezanne (tuy sau này đã rời bỏ phong trào)
- Edgar Degas
- Max Liebermann
- Édouard Manet (tuy Manet không xem mình thuộc phong trào)
- Claude Monet
- Berthe Morisot
- Camille Pissarro
- Pierre-Auguste Renoir
- Zinaida Yevgenyevna Serebryakova
- Alfred Sisley
- Vincent van Gogh

Các nghệ sĩ ấn tượng